# ازریلی سنتر
ازریلی سنتر (به لاتین: Azrieli Center) یک ساختمان بلندمرتبه در اسرائیل است که در تل‌آویو واقع شده‌است.